# Romans, Deux-Sèvres

Romans este o comună în departamentul Deux-Sèvres, Franța. În 2009 avea o populație de 728 de locuitori.